# Salvador de Mena
Salvador de Mena y Perea, "Menalio" en la Segunda escuela poética salmantina, (Belmonte, Cuenca - 1754), escritor español de la segunda mitad del siglo XVIII.
Entró con beca de porción (estudiante porcionista) en el Seminario de San Fulgencio de Murcia. Estudió teología en la Universidad de Salamanca y se doctoró en esta materia en la Universidad de Gandía; recibió las órdenes seculares. De 1771 a 1773 siguió dos cursos de instituciones civiles en Alcalá de Henares. Este último año empezó a estudiar derecho canónico en Salamanca, y allí fue un gran amigo del poeta y magistrado Juan Meléndez Valdés, quien le dedicó dos de sus poemas y alguna carta. Bachiller en derecho canónico, intentó obtener la cátedra de instituciones civiles en Salamanca en 1782, pero no tuvo éxito. Desde entonces se pierde su pista.

## Fuente
- Georges Demerson, Don Juan Meléndez Valdés y su tiempo, Madrid: Taurus, 1971, I, p. 94-95.

- Datos: Q6117829